# Antonio Membrado
Antonio Membrado est un guitariste espagnol né à Madrid le 21 mars 1935 et mort à Colmar le 3 décembre 2016. Il s'installe en France en 1959. Élève d'Andrés Segovia, il fait partie de la génération de guitaristes héritiers du renouveau initié par leur maître et se produit dans de nombreuses salles de concert en France et à l'international.

## Biographie
En 1945, Antonio Membrado commence à jouer le laud, instrument mélodique populaire en Espagne, qui fait partie des rondallas (ensembles composés d'instruments à plectres : bandurria et laud, et à cordes pincées : guitare). À 13 ans, il s'initie à sa véritable carrière de musicien avec l'excellent guitariste Manuel Hernandez. Il étudie également le piano au Conservatoire de Madrid avec Pedro Carre, pianiste et compositeur.
En 1952, Antonio Membrado fait une rencontre déterminante avec Regino Sainz de la Maza et entre au Conservatoire de Madrid en classe de guitare. Il en obtiendra en 1956, à l'unanimité, le Prix Extraordinaire du Real Conservatorio de Madrid. Il commence également à se produire, dès l'âge de 17 ans, pour ses premiers récitals de guitare en Espagne : Madrid, Valence, Barcelone, etc.
À 21 ans, Antonio Membrado rencontre pour la première fois Andrés Segovia à l'Académie musicale Chigiana de Sienne (Italie). Antonio Membrado participera jusqu'en 1959 à ce rendez-vous international de la nouvelle génération de guitaristes. Andrés Segovia le fait clôturer les concerts de fin d'académie en 1958 et 1959.
En septembre 1956, Antonio Membrado obtient la Première Médaille du Concours international de Genève.
Sa carrière internationale débute en 1959 : France, Belgique, Allemagne, Suisse, États-Unis, etc.
À partir de 1963 sont publiés ses enregistrements sonores : Vivaldi, Schubert, Bach, Villa-Lobos, Brouwer, Burchard, Milan, Membrado, etc. jusqu'en 1975 marquant la publication de l'enregistrement live de son concert au Lincoln Center de New York.
Antonio Membrado arrangea et accompagna à la guitare Paco Ibáñez dans son premier disque de 1964.
En parallèle de sa carrière de concertiste, Antonio Membrado enseigna la guitare au Conservatoire National de Bourg-la-Reine - Sceaux, où il forma de nombreux élèves aux diverses carrières.
Antonio Membrado a participé également à de nombreux Festivals : Strasbourg, Lille, Troyes, Berne, Avignon, Saint-Tropez, Carcassonne, etc. et a animé plusieurs classes de maître dont celles des Arcs, d'Évian et de Carcassonne.
Antonio Membrado se retire ensuite progressivement de la scène publique (son dernier concert date du 4 juillet 1991 dans le cadre du Congrès Mondial de la Chimie Quantique au Palais de l'Europe à Menton). Il se consacre depuis à une approche plus intimiste de la musique et compose également des œuvres pour une ou deux guitares sur des poèmes ou citations de Guillevic, Tagore, Jankelevic, Cioran, Rückert, …
En 1995, une compilation en 3 CD de ses pièces majeures enregistrées en 33 tours est rééditée (aujourd'hui épuisée, mais la majorité des titres peuvent être écoutés en ligne sur son site)